# Рассел, Джон, 13-й герцог Бедфорд
Джон Йен Роберт Рассел (англ. John Ian Robert Russell, 13th Duke of Bedford; 24 мая 1917 — 25 октября 2002, Санта-Фе, Нью-Мексико, США) — британский аристократ, 18-й барон Рассел, 13-й барон Хоуленд, 17-й граф Бедфорд, 13-й маркиз Тависток, 13-й герцог Бедфорд с 1953 года (до 1940 года носил титул учтивости лорд Хоуленд, в 1940—1953 — маркиз Тависток). Участник Второй мировой войны, журналист и писатель. Первым из Расселов открыл для публики фамильное поместье — Уобёрн Эбби, в котором находится большая галерея европейской живописи.

## Биография
Джон Рассел родился 24 мая 1917 года. Он был старшим сыном Гастингса Рассела, 12-го герцога Бедфорда, и его жены Луизы Уайтвелл. У Джона были напряженные отношения с отцом и дедом, выдававшим ему недостаточное, по его мнению, денежное содержание. Юный Рассел был известен как Иэн и носил титул учтивости лорд Хоуленд; после того, как его отец унаследовал герцогство в 1940 году, появился новый титул учтивости — маркиз Тависток.
Рассел вступил в Колдстримскую гвардию в 1939 году и участвовал во Второй мировой войне, но уволился в 1940 году после ранения. Он стал репортёром «Daily Express», в 1948 году эмигрировал в Южную Африку и занялся сельским хозяйством в районе Парла. В 1953 году, после смерти отца, Рассел вернулся в Англию, чтобы вступить во владение родовыми поместьями и занять место в Палате лордов в качестве 13-го герцога Бедфорда. Известно, что ему пришлось заплатить 14 миллионов долларов в виде налога на наследство.
Герцог впервые открыл главное поместье Расселов Уобёрн Эбби для публики (1955). Вскоре это место стало популярным, так как там появились развлечения — в частности, сафари-парк. Рассел вёл в 1958 году своё шоу под названием The Duke Disks на Радио Люксембург, он сыграл эпизодические роди в ряде британских, американских и западногерманских художественных фильмов и телесериалов (в их числе «Железная дева», частично снятая в Уобёрн Эбби, «Сегодня вечером», «Мир в действии», «Улица Коронации», «Золотой выстрел» и другие) . Герцог опубликовал несколько книг:
- A Silver-Plated Spoon (1959);
- The Duke of Bedford’s Book of Snobs (1965);
- The Flying Duchess (1968);
- How to Run a Stately Home (1971).

В 1974 году Рассел и его жена стали налоговыми эмигрантами и обосновались в Монако. 85-летний герцог умер в Санта-Фе (Нью-Мексико, США) в 2002 году.

## Семья
Джон Рассел трижды вступал в брак. Его первой супругой 6 апреля 1939 года стала Клэр Гвендолин Холлоуэй, урождённая Бриджмен. Из-за этого брака отец лишил его наследства, так как Клэр обладала скандальной репутацией: она была замужем за майором Кеннетом Холлоуэем, состояла в связи с рядом мужчин, в том числе с сэром Хью Смили, потратившим на украшения для неё большую часть своего состояния. Супруга Рассела умерла от передозировки таблеток амитала натрия, которые приняла на глазах у мужа. В этом браке родились двое детей:
- Генри Робин Иэн (21 января 1940 — 13 июня 2003), 14-й герцог Бедфорд[8];
- Рудольф (родился 7 марта 1944)[9].

13 февраля 1947 года Джон Рассел женился на Лидии Лайл , дочери Джона Ярда-Буллер, 3-го барона Чёрстона, и Дениз Орм, вдове капитана Иэна Арчибальда де Хотона Лайла, матери двух детей. В 1960 году супруги развелись. У них родился один ребёнок — Фрэнсис Гастингс (27 февраля 1950).
4 сентября 1960 года Джон Рассел женился в третий раз на Николь Милинер (урождённой Шнайдер), бывшей жене бизнесмена Анри Милинера, матери четырёх детей.